# Жизнь и времена Скруджа Макдака
«Жизнь и времена Скруджа Макдака» (англ. The Life and Times of Scrooge McDuck) — серия из 12 комиксов авторства Дона Росы, охватывающая жизнь Скруджа с 1877 по 1947 год.

## Сюжет и издание
История берёт своё начало в 1877 году, когда десятилетний чистильщик обуви Скрудж Макдак зарабатывает свои первые 10 центов. Сага охватывает все основные события из жизни селезня на пути к становлению финансовой империи, заканчиваясь в 1947 году. В фабулу тесно вплетены отношения протагониста с его родственниками, в том числе с племянником Дональдом Даком, а также противостояние Скруджа с Флинтхартом Гломгольдом и братьями Гавс. При этом автор и художник комикса, Дон Роса, использует целый ряд отсылок к работам Карла Баркса, из-под пера которого и появился впервые Скрудж Макдак. За свою работу в 1995 году Дон Роса был удостоен Премии Айснера.
Комиксы впервые были изданы в период с 1992 по 1994 год в ряде стран Европы, а в 1994—1996 годы они публиковались в американском журнале «Uncle Scrooge». В 2000-е годы в свет вышли ряд расширенных переизданий комикса, а также двухтомное издание от издательства Boom! Studios в твёрдом переплёте.
В России «Жизнь и времена Скруджа Макдака» впервые изданы в 2018 году издательством «АСТ» в серии «Дядюшка Скрудж и Дональд Дак». Первые семь глав и дополнительный выпуск «Об Утках, Удаче и Участи» вошли в четвёртый том серии. Выпуски с восьмого по двенадцатый были включены в пятый том.

## Список глав

### Основные
1. «Последний из Клана Макдаков» (англ. The Last of the Clan McDuck): будучи ребёнком, Скрудж зарабатывает свой первый гривенник, вступает в конфликт с Вискервиллями и отплывает в Америку.
2. «Хозяин Миссисипи» (англ. The Master of the Mississippi): Скрудж работает на дядю Ангуса, а также впервые сталкивается с братьями Гавс.
3. «Ковбой Бесплодных Земель» (англ. The Buckaroo of the Badlands): отправившись на запад, Скрудж становится ковбоем и спасает элитного быка от похитителей.
4. «Захватчик Медного Холма» (англ. Raider of the Copper Hill): Скрудж учится рудоискательству у Говарда Дакбильта и практически заполучает медный рудник в Анаконде.
5. «Новый Лэрд Замка Макдаков» (англ. The New Laird of Castle McDuck): Скрудж возвращается в Шотландию, чтобы помешать планам Вискервиллей купить замок Макдаков.
6. «Ужас Трансвааля» (англ. The Terror of the Transvaal): Скрудж прибывает в Южную Африку, где впервые встречает Флинтхарта Гломгольда.
7. «Селезень Времени Сновидений из Неведомии» (англ. Dreamtime Duck of the Never-Never): путешествуя по Австралии, Скрудж узнаёт о времени сновидений.
8. «Король Клондайка» (англ. King of the Klondike): в годы золотой лихорадки Скрудж отправляется в Доусон, где знакомится с Золотце Голди.
9. «Миллиардер с Мрачных Холмов» (англ. The Billionaire of Dismal Downs): Скрудж-миллиардер возвращается в Шотландию, однако вынужден поменять своё прежнее место жительства.
10. «Захватчик Форта Даксбург» (англ. The Invader of Fort Duckburg): Скрудж с сёстрами переезжает в американский город Даксбург, где встречается с первыми Юными Сурками, а также вновь противостоит банде братьев Гавс.
11. «Строитель Империи из Калисоты» (англ. The Empire-Builder from Calisota): Скрудж, путешествуя по миру в поисках сокровищ, пытается скрыться от преследующего его зомби Бомби. Вернувшись в Даксбург, он впервые встречает племянника Дональда, однако в тот же день разрывает все контакты с семьёй. Скрудж пытается найти утешение в том, что теперь является самым богатым селезнем в мире.
12. «Самый Богатый Селезень в Мире» (англ. The Richest Duck in the World): после семнадцатилетнего разрыва с семьёй, дядюшка Скрудж приглашает Дональда и племянников Билли, Вилли и Дилли на рождественский ужин. Помешать празднику готовится новое поколение братьев Гавс.

### Дополнительные
Дон Роса выступил автором ряда дополнительных историй, вышедших в свет после публикации основной серии.
0. «Об Утках, Удаче и Участи» (англ. Of Ducks, Dimes and Destinies): Магика де Гипноз отправляется обратно в 1877 год, чтобы похитить счастливый гривенник Скруджа.
3B. «Ковбой-капитан с Катти Сарк» (англ. The Cowboy Captain of the Cutty Sark): Скрудж перевозит скот на борту клипера Катти Сарк и переживает извержение Кракатау.
6B. «Мститель из Пайзен Блаффа» (англ. The Vigilante of Pizen Bluff): по возвращении в США Скрудж вместе с рядом героев Дикого Запада противостоит банде братьев Далтон.
8B. «Пленница с Ручья Уайт-Эгони» (англ. The Prisoner of White Agony Creek): Скрудж похищает Золотце Голди и принуждает её работать на руднике в Бухте Уайт-Эгони.
8C. «Сердца Юкона» (англ. Hearts of the Yukon): Скрудж ложно обвинён в преступлении. Он планирует снять с себя обвинения, однако всё указывает на то, что его подставила Золотце Голди.
10B. «Хитрец с Разреза Кулебра» (англ. The Sharpie of the Culebra Cut): Скрудж с двумя сёстрами берётся за поиски золота в Панаме, однако внезапной преградой для них становится строительство Панамского канала.

## Интересные факты
- Во время своих приключений Скрудж встречает персонажей, которые существовали в реальности: Теодора Рузвельта, Джесси Джеймса, Финеаса Барнума, Джека Лондона, Буффало Билла, Энни Оукли и других.
- В 2014 году финский композитор Туомас Холопайнен выпустил альбом The Life and Times of Scrooge, основанный на серии комиксов[6].